# Großer Preis von Malaysia 2017
Der Große Preis von Malaysia 2017 (offiziell 2017 Formula 1 Petronas Malaysia Grand Prix) fand am 1. Oktober auf dem Sepang International Circuit in Sepang statt und war das 15. Rennen der Formel-1-Weltmeisterschaft 2017.

## Bericht

### Hintergründe
Nach dem Großen Preis von Singapur führte Lewis Hamilton in der Fahrerwertung mit 28 Punkten vor Sebastian Vettel und mit 51 Punkten vor Valtteri Bottas. In der Konstrukteurswertung führte Mercedes mit 102 Punkten vor Ferrari und mit 245 Punkten vor Red Bull Racing.
Beim Großen Preis von Malaysia stellte Pirelli den Fahrern die Reifenmischungen P Zero Medium (weiß), P Zero Soft (gelb), P Zero Supersoft (rot) sowie für Nässe Cinturato Intermediates (grün) und Cinturato Full-Wets (blau) zur Verfügung.
Im Vergleich zum Vorjahr gab es nur kleine Veränderungen an der Strecke, die der Erhöhung der Sicherheit dienen. In Kurve eins, Kurve sechs, Kurve neun, Kurve 13 und Kurve 15 wurden zusätzliche Reifenstapel aufgestellt.
Die DRS-Zonen blieben im Vergleich zum Vorjahr unverändert. Die erste Zone befand sich auf der Gegengeraden und beginnt 104 Meter nach Kurve 14. Der Messpunkt für diese Zone befand sich 54 Meter nach Kurve zwölf. Die zweite DRS-Zone befand sich auf der direkt anschließend folgenden Start-Ziel-Geraden und begann 28 Meter hinter Kurve 15. Für die zweite DRS-Zone wurde der Messpunkt der ersten DRS-Zone verwendet. So konnte es vorkommen, dass nach einem Überholmanöver in der ersten Zone der dann vorne liegende Pilot in der zweiten Zone das DRS erneut verwenden durfte.
Williams verwendete bei diesem Rennen erstmals die neueste Ausbaustufe des Mercedes-AMG F1 M08 EQ Power+, die dem Werksteam bereits seit dem Großen Preis von Belgien zur Verfügung stand.
Vor dem Rennwochenende gab es einen Fahrerwechsel: Pierre Gasly gab bei Toro Rosso sein Debüt in der Formel-1-Weltmeisterschaft, er ersetzte Daniil Kwjat.
Kevin Magnussen, Vettel (jeweils sieben), Jolyon Palmer (sechs), Stoffel Vandoorne (fünf), Nico Hülkenberg (vier), Romain Grosjean, Sergio Pérez, Kimi Räikkönen, Carlos Sainz jr., Max Verstappen (jeweils drei), Hamilton, Felipe Massa, Esteban Ocon und Pascal Wehrlein (jeweils zwei) gingen mit Strafpunkten ins Rennwochenende.
Mit Vettel (viermal), Fernando Alonso (dreimal), Räikkönen (zweimal), Hamilton und Daniel Ricciardo (jeweils einmal) traten fünf ehemalige Sieger zu diesem Grand Prix an.
Rennkommissare waren Garry Connelly (AUS), Steve Stringwell (GBR), Danny Sullivan (USA) und James Leong Weng Hoon (MYS).
Der Große Preis von Malaysia wurde letztmals ausgetragen.

### Training
Im ersten freien Training, das bei Regen stattfand, war Verstappen mit einer Rundenzeit von 1:48,962 Minuten Schnellster vor Ricciardo und Alonso. In den ersten 30 Minuten des Trainings fand kein Fahrbetrieb statt, lediglich das Safety-Car fuhr mehrere Runden. Als das Training dann freigegeben wurde, dauerte es erneut rund 30 Minuten, bis die ersten Piloten gezeitete Runden fuhren. Der Grund hierfür war, dass auch für das restliche Rennwochenende Regen vorausgesagt und die Anzahl der Regenreifen limitiert war.
Im zweiten freien Training, das auf trockener Strecke ausgetragen wurde, war Vettel in 1:31,261 Minuten Schnellster vor Räikkönen und Ricciardo. Das Training wurde rund 20 Minuten vor dem Ende nach einem Unfall von Grosjean abgebrochen. Grosjean war in Kurve 13 über einen Schachtdeckel im Bereich der Curbs gefahren, der sich zuvor gelöst hatte, und erlitt dabei einen Reifenschaden, verlor die Kontrolle über sein Fahrzeug und schlug in die Streckenbegrenzung ein. Eine Reparatur des Schachtdeckels war in der verbleibenden Zeit nicht möglich.
Räikkönen war mit einer Rundenzeit von 1:31,880 Minuten Schnellster im dritten freien Training vor Vettel und Ricciardo.

### Qualifying
Das Qualifying bestand aus drei Teilen mit einer Nettolaufzeit von 45 Minuten. Im ersten Qualifying-Segment (Q1) hatten die Fahrer 18 Minuten Zeit, um sich für das Rennen zu qualifizieren. Alle Fahrer, die im ersten Abschnitt eine Zeit erzielten, die maximal 107 Prozent der schnellsten Rundenzeit betrug, qualifizierten sich für den Grand Prix. Die besten 15 Fahrer erreichten den nächsten Teil. Hamilton war Schnellster, benutzte dabei aber, genau wie Verstappen, Bottas und Räikkönen auf den Plätzen zwei bis vier, die Soft-Mischung. Alle übrigen Fahrer fuhren Supersoft. Vettel fuhr wegen eines technischen Defektes keine gezeitete Runde, er qualifizierte sich somit nicht für das Rennen. Neben ihm schieden die Sauber- und Haas-Fahrer aus.
Der zweite Abschnitt (Q2) dauerte 15 Minuten. Die schnellsten zehn Piloten qualifizierten sich für den dritten Teil des Qualifyings. Bottas war Schnellster. Die Toro Rosso- und Williams-Piloten sowie Palmer schieden aus.
Der letzte Abschnitt (Q3) ging über eine Zeit von zwölf Minuten, in denen die ersten zehn Startpositionen vergeben wurden. Hamilton fuhr mit einer Rundenzeit von 1:30,076 Minuten die Bestzeit vor Räikkönen und Verstappen. Es war die 70. Pole-Position für Hamilton in der Formel-1-Weltmeisterschaft.
Nach dem Qualifying wurden bei Vettels Fahrzeug der Verbrennungsmotor, die MGU-H und der Turbolader gewechselt. Da es sich um die jeweils fünften Exemplare in dieser Saison handelte, wurde er um 20 Startplätze nach hinten versetzt.

### Rennen
Räikkönen meldete bereits beim Fahren in die Startaufstellung einen Leistungsverlust an seinem Ferrari. Nach einer kurzen Fehlersuche in der Startaufstellung entschied das Team, das Fahrzeug zur weiteren Untersuchung des Problems in die Box zu bringen. Da es nicht gelang, das Fahrzeug rechtzeitig zu reparieren, startete Räikkönen nicht zum Rennen. Die Sauber-Piloten und Vettel starteten auf Soft, alle übrigen Fahrer auf Supersoft.
Hamilton blieb beim Start in Führung, dahinter ging Bottas kurzzeitig an beiden Red-Bull-Piloten vorbei, musste dann aber Verstappen erneut passieren lassen. Im Mittelfeld kam es zu einer Kollision zwischen Ocon und Massa, bei der Ocons Frontflügel beschädigt wurde. Am Ende der ersten Runde führte Hamilton vor Verstappen, Bottas, Ricciardo, Vandoorne, Pérez, Ocon, Stroll, Massa und Magnussen.
Ocon, der bei der Kollision mit Massa einen schleichenden Plattfuß erlitten hatte, fuhr am Ende der zweiten Runde in die Box und wechselte auf die Soft-Mischung. Er fiel ans Ende des Feldes zurück.
In der vierten Runde überholte Verstappen Hamilton und ging in Führung. In der achten Runde darauf Ricciardo Bottas und lag nun auf dem dritten Platz. Vettel überholte im Mittelfeld mehrere Piloten und lag zu diesem Zeitpunkt bereits in den Punkterängen. Ab der elften Runde gingen dann jeweils eine Runde nacheinander Massa, Stroll und Vandoorne zum Reifenwechsel an die Box, die alle unmittelbar vor Vettel fuhren. Vandoorne, der als letzter der drei Piloten die Reifen gewechselt hatte, kam aus der Boxengasse, als Stroll Massa am Ende der Start-Ziel-Geraden überholen wollte. Da beide Williams-Piloten sich so gegenseitig behinderten, blieb Vandoorne vor ihnen.
Vettel schloss nun auf Pérez auf und überholte ihn in Runde 21, anschließend verkürzte er den Rückstand auf Bottas. Ocon fuhr hinter Sainz und griff ihn in Runde 25 auf der Außenseite in Kurve eins an. Dabei berührten sich die Fahrzeuge und Ocon drehte sich.
In Runde 26 fuhren Hamilton und Alonso zum Reifenwechsel an die Box, Hamilton kam vor Bottas, auf dem dritten Platz liegend, zurück auf die Strecke. Eine Runde später wechselten Verstappen und Vettel die Reifen, Verstappen auf Soft und Vettel auf Supersoft. Verstappen fiel hinter Ricciardo auf den zweiten Platz zurück, Vettel hinter Pérez auf den sechsten Platz.
Eine weitere Runde später wechselte Bottas auf Soft und fiel hinter Vettel zurück, eine weitere Runde später wechselte auch Ricciardo auf Soft und lag wieder auf dem dritten Platz. In der 30. Runde wechselte mit Pérez der letzte Fahrer in den Punkterängen die Reifen.
Vettel, der nach den Boxenstopps rund 14 Sekunden hinter Ricciardo lag, fuhr anschließend mehrfach die schnellste Runde des Rennens und holte teilweise mehr als eine Sekunde pro Runde auf Ricciardo auf. In Runde 46 lag er erstmals in Schlagdistanz, konnte aber zunächst noch keinen Angriff starten. In der 49. Runde griff er Ricciardo an, der sich jedoch verteidigte. In den folgenden Runden ließen die Supersoft-Reifen von Vettel stark nach, er fiel in den letzten sieben Runden insgesamt 15 Sekunden hinter Ricciardo zurück.
Verstappen gewann das Rennen vor Hamilton und Ricciardo. Es war der zweite Sieg für Verstappen in der Formel-1-Weltmeisterschaft nach dem Großen Preis von Spanien 2016. Für Hamilton war es die zehnte und für Ricciardo die achte Podestplatzierung in der Saison. Die restlichen Punkteplatzierungen belegten Vettel, Bottas, Pérez, Vandoorne, Stroll, Massa und Ocon.
In der Auslaufrunde kam es zu einer Kollision zwischen Stroll und Vettel, der Stroll auf der Außenseite überholen wollte und dabei von Stroll am linken Hinterrad getroffen wurde.
Hamilton vergrößerte seinen Vorsprung in der Fahrerwertung auf Vettel und Bottas. In der Konstrukteurswertung vergrößerte Mercedes den Vorsprung auf Ferrari, Red Bull holte auf beide Teams auf, lag aber immer noch mehr als 100 Punkte hinter Ferrari.

## Meldeliste
| Team                          | Nr. | Fahrer             | Chassis                   | Motor                         | Reifen |
| ----------------------------- | --- | ------------------ | ------------------------- | ----------------------------- | ------ |
| Mercedes AMG Petronas F1 Team | 44  | Lewis Hamilton     | Mercedes F1 W08 EQ Power+ | Mercedes-AMG F1 M08 EQ Power+ | P      |
| Mercedes AMG Petronas F1 Team | 77  | Valtteri Bottas    | Mercedes F1 W08 EQ Power+ | Mercedes-AMG F1 M08 EQ Power+ | P      |
| Red Bull Racing               | 03  | Daniel Ricciardo   | Red Bull RB13             | TAG Heuer                     | P      |
| Red Bull Racing               | 33  | Max Verstappen     | Red Bull RB13             | TAG Heuer                     | P      |
| Scuderia Ferrari              | 05  | Sebastian Vettel   | Ferrari SF70H             | Ferrari 062                   | P      |
| Scuderia Ferrari              | 07  | Kimi Räikkönen     | Ferrari SF70H             | Ferrari 062                   | P      |
| Sahara Force India F1 Team    | 11  | Sergio Pérez       | Force India VJM10         | Mercedes-AMG F1 M08 EQ Power+ | P      |
| Sahara Force India F1 Team    | 31  | Esteban Ocon       | Force India VJM10         | Mercedes-AMG F1 M08 EQ Power+ | P      |
| Williams Martini Racing       | 19  | Felipe Massa       | Williams FW40             | Mercedes-AMG F1 M08 EQ Power+ | P      |
| Williams Martini Racing       | 18  | Lance Stroll       | Williams FW40             | Mercedes-AMG F1 M08 EQ Power+ | P      |
| McLaren Honda                 | 14  | Fernando Alonso    | McLaren MCL32             | Honda RA617H                  | P      |
| McLaren Honda                 | 02  | Stoffel Vandoorne  | McLaren MCL32             | Honda RA617H                  | P      |
| Scuderia Toro Rosso           | 10  | Pierre Gasly       | Toro Rosso STR12          | Renault R.E.17                | P      |
| Scuderia Toro Rosso           | 55  | Carlos Sainz jr.   | Toro Rosso STR12          | Renault R.E.17                | P      |
| Scuderia Toro Rosso           | 38  | Sean Gelael        | Toro Rosso STR12          | Renault R.E.17                | P      |
| Haas F1 Team                  | 08  | Romain Grosjean    | Haas VF-17                | Ferrari 062                   | P      |
| Haas F1 Team                  | 20  | Kevin Magnussen    | Haas VF-17                | Ferrari 062                   | P      |
| Haas F1 Team                  | 50  | Antonio Giovinazzi | Haas VF-17                | Ferrari 062                   | P      |
| Renault Sport F1 Team         | 27  | Nico Hülkenberg    | Renault R.S.17            | Renault R.E.17                | P      |
| Renault Sport F1 Team         | 30  | Jolyon Palmer      | Renault R.S.17            | Renault R.E.17                | P      |
| Renault Sport F1 Team         | 46  | Sergei Sirotkin    | Renault R.S.17            | Renault R.E.17                | P      |
| Sauber F1 Team                | 09  | Marcus Ericsson    | Sauber C36                | Ferrari 061                   | P      |
| Sauber F1 Team                | 94  | Pascal Wehrlein    | Sauber C36                | Ferrari 061                   | P      |
| Sauber F1 Team                | 37  | Charles Leclerc    | Sauber C36                | Ferrari 061                   | P      |

Anmerkungen
1. 1 2  Der Toro Rosso mit der Startnummer 38 wurde im ersten freien Training für Gelael eingesetzt. Sainz übernahm das Fahrzeug für das restliche Rennwochenende mit seiner Startnummer 55.
2. 1 2  Der Haas mit der Startnummer 50 wurde im ersten freien Training für Giovinazzi eingesetzt. Magnussen übernahm das Fahrzeug für das restliche Rennwochenende mit seiner Startnummer 20.
3. 1 2  Der Renault mit der Startnummer 46 wurde im ersten freien Training für Sirotkin eingesetzt. Hülkenberg übernahm das Fahrzeug für das restliche Rennwochenende mit seiner Startnummer 27.
4. 1 2  Der Sauber mit der Startnummer 37 wurde im ersten freien Training für Leclerc eingesetzt. Ericsson übernahm das Fahrzeug für das restliche Rennwochenende mit seiner Startnummer 9.

## Klassifikationen

### Qualifying
| Pos.                                                                      | Fahrer            | Konstrukteur         | Q1         | Q2       | Q3       | Start |
| ------------------------------------------------------------------------- | ----------------- | -------------------- | ---------- | -------- | -------- | ----- |
| 01                                                                        | Lewis Hamilton    | Mercedes             | 1:31,605   | 1:30,977 | 1:30,076 | 01    |
| 02                                                                        | Kimi Räikkönen    | Ferrari              | 1:32,259   | 1:30,926 | 1:30,121 | 02    |
| 03                                                                        | Max Verstappen    | Red Bull-TAG Heuer   | 1:31,920   | 1:30,931 | 1:30,541 | 03    |
| 04                                                                        | Daniel Ricciardo  | Red Bull-TAG Heuer   | 1:32,416   | 1:31,061 | 1:30,595 | 04    |
| 05                                                                        | Valtteri Bottas   | Mercedes             | 1:32,254   | 1:30,803 | 1:30,758 | 05    |
| 06                                                                        | Esteban Ocon      | Force India-Mercedes | 1:32,527   | 1:31,651 | 1:31,478 | 06    |
| 07                                                                        | Stoffel Vandoorne | McLaren-Honda        | 1:32,838   | 1:31,848 | 1:31,582 | 07    |
| 08                                                                        | Nico Hülkenberg   | Renault              | 1:32,586   | 1:31,778 | 1:31,607 | 08    |
| 09                                                                        | Sergio Pérez      | Force India-Mercedes | 1:32,768   | 1:31,484 | 1:31,658 | 09    |
| 10                                                                        | Fernando Alonso   | McLaren-Honda        | 1:33,049   | 1:32,010 | 1:31,704 | 10    |
| 11                                                                        | Felipe Massa      | Williams-Mercedes    | 1:32,267   | 1:32,034 | –        | 11    |
| 12                                                                        | Jolyon Palmer     | Renault              | 1:32,576   | 1:32,100 | –        | 12    |
| 13                                                                        | Lance Stroll      | Williams-Mercedes    | 1:33,000   | 1:32,307 | –        | 13    |
| 14                                                                        | Carlos Sainz jr.  | Toro Rosso-Renault   | 1:32,650   | 1:32,402 | –        | 14    |
| 15                                                                        | Pierre Gasly      | Toro Rosso-Renault   | 1:32,547   | 1:32,558 | –        | 15    |
| 16                                                                        | Romain Grosjean   | Haas-Ferrari         | 1:33,308   | –        | –        | 16    |
| 17                                                                        | Kevin Magnussen   | Haas-Ferrari         | 1:33,434   | –        | –        | 17    |
| 18                                                                        | Pascal Wehrlein   | Sauber-Ferrari       | 1:33,483   | –        | –        | 18    |
| 19                                                                        | Marcus Ericsson   | Sauber-Ferrari       | 1:33,970   | –        | –        | 19    |
| 107-Prozent-Zeit: 1:38,017 min (bezogen auf Q1-Bestzeit von 1:31,605 min) |                   |                      |            |          |          |       |
| DNQ                                                                       | Sebastian Vettel  | Ferrari              | keine Zeit | –        | –        | 20    |

Anmerkungen
1. ↑  Vettel wurde erlaubt zu starten, weil er im freien Training ausreichend schnell gewesen war.
2. ↑  
Vettel wurde wegen der Verwendung des fünften Verbrennungsmotors, der fünften MGU-H und des fünften Turboladers in dieser Saison um 20 Startplätze nach hinten versetzt.

### Rennen
| Pos. | Fahrer            | Konstrukteur         | Runden | Stopps | Zeit        | Start | Schnellste Runde |
| ---- | ----------------- | -------------------- | ------ | ------ | ----------- | ----- | ---------------- |
| 01   | Max Verstappen    | Red Bull-TAG Heuer   | 56     | 1      | 1:30:01,290 | 03    | 1:34,467 (50.)   |
| 02   | Lewis Hamilton    | Mercedes             | 56     | 1      | + 12,770    | 01    | 1:34,452 (48.)   |
| 03   | Daniel Ricciardo  | Red Bull-TAG Heuer   | 56     | 1      | + 22,519    | 04    | 1:34,770 (55.)   |
| 04   | Sebastian Vettel  | Ferrari              | 56     | 1      | + 37,362    | 20    | 1:34,080 (41.)   |
| 05   | Valtteri Bottas   | Mercedes             | 56     | 1      | + 56,021    | 05    | 1:35,284 (44.)   |
| 06   | Sergio Pérez      | Force India-Mercedes | 56     | 1      | + 1:18,630  | 09    | 1:35,591 (32.)   |
| 07   | Stoffel Vandoorne | McLaren-Honda        | 55     | 1      | + 1 Runde   | 07    | 1:35,931 (49.)   |
| 08   | Lance Stroll      | Williams-Mercedes    | 55     | 1      | + 1 Runde   | 13    | 1:36,627 (46.)   |
| 09   | Felipe Massa      | Williams-Mercedes    | 55     | 1      | + 1 Runde   | 11    | 1:36,944 (44.)   |
| 10   | Esteban Ocon      | Force India-Mercedes | 55     | 1      | + 1 Runde   | 06    | 1:37,075 (36.)   |
| 11   | Fernando Alonso   | McLaren-Honda        | 55     | 1      | + 1 Runde   | 10    | 1:36,501 (55.)   |
| 12   | Kevin Magnussen   | Haas-Ferrari         | 55     | 1      | + 1 Runde   | 17    | 1:37,192 (46.)   |
| 13   | Romain Grosjean   | Haas-Ferrari         | 55     | 2      | + 1 Runde   | 16    | 1:35,796 (49.)   |
| 14   | Pierre Gasly      | Toro Rosso-Renault   | 55     | 1      | + 1 Runde   | 15    | 1:37,170 (45.)   |
| 15   | Jolyon Palmer     | Renault              | 55     | 1      | + 1 Runde   | 12    | 1:37,186 (45.)   |
| 16   | Nico Hülkenberg   | Renault              | 55     | 2      | + 1 Runde   | 08    | 1:34,266 (52.)   |
| 17   | Pascal Wehrlein   | Sauber-Ferrari       | 55     | 1      | + 1 Runde   | 18    | 1:36,395 (53.)   |
| 18   | Marcus Ericsson   | Sauber-Ferrari       | 54     | 1      | + 2 Runden  | 19    | 1:36,630 (54.)   |
| –    | Carlos Sainz jr.  | Toro Rosso-Renault   | 29     | 0      | DNF         | 14    | 1:38,123 (27.)   |
| DNS  | Kimi Räikkönen    | Ferrari              | –      | –      | –           | 02    | –                |

## WM-Stände nach dem Rennen
Die ersten zehn des Rennens bekamen 25, 18, 15, 12, 10, 8, 6, 4, 2 bzw. 1 Punkt(e).

### Fahrerwertung
| Pos. | Fahrer           | Konstrukteur         | Punkte |
| ---- | ---------------- | -------------------- | ------ |
| 01   | Lewis Hamilton   | Mercedes             | 281    |
| 02   | Sebastian Vettel | Ferrari              | 247    |
| 03   | Valtteri Bottas  | Mercedes             | 222    |
| 04   | Daniel Ricciardo | Red Bull-TAG Heuer   | 177    |
| 05   | Kimi Räikkönen   | Ferrari              | 138    |
| 06   | Max Verstappen   | Red Bull-TAG Heuer   | 93     |
| 07   | Sergio Pérez     | Force India-Mercedes | 76     |
| 08   | Esteban Ocon     | Force India-Mercedes | 57     |
| 09   | Carlos Sainz jr. | Toro Rosso-Renault   | 48     |
| 10   | Nico Hülkenberg  | Renault              | 34     |
| 11   | Felipe Massa     | Williams-Mercedes    | 33     |
| 12   | Lance Stroll     | Williams-Mercedes    | 32     |

| Pos. | Fahrer             | Konstrukteur       | Punkte |
| ---- | ------------------ | ------------------ | ------ |
| 13   | Romain Grosjean    | Haas-Ferrari       | 26     |
| 14   | Stoffel Vandoorne  | McLaren-Honda      | 13     |
| 15   | Kevin Magnussen    | Haas-Ferrari       | 11     |
| 16   | Fernando Alonso    | McLaren-Honda      | 10     |
| 17   | Jolyon Palmer      | Renault            | 8      |
| 18   | Pascal Wehrlein    | Sauber-Ferrari     | 5      |
| 19   | Daniil Kwjat       | Toro Rosso-Renault | 4      |
| 20   | Marcus Ericsson    | Sauber-Ferrari     | 0      |
| 21   | Antonio Giovinazzi | Sauber-Ferrari     | 0      |
| 22   | Pierre Gasly       | Toro Rosso-Renault | 0      |
| –    | Jenson Button      | McLaren-Honda      | 0      |
| –    | Paul di Resta      | Williams-Mercedes  | 0      |

### Konstrukteurswertung
| Pos. | Konstrukteur         | Punkte |
| ---- | -------------------- | ------ |
| 1    | Mercedes             | 503    |
| 2    | Ferrari              | 385    |
| 3    | Red Bull-TAG Heuer   | 270    |
| 4    | Force India-Mercedes | 133    |
| 5    | Williams-Mercedes    | 65     |

| Pos. | Konstrukteur       | Punkte |
| ---- | ------------------ | ------ |
| 06   | Toro Rosso-Renault | 52     |
| 07   | Renault            | 42     |
| 08   | Haas-Ferrari       | 37     |
| 09   | McLaren-Honda      | 23     |
| 10   | Sauber-Ferrari     | 5      |